# 반 (성씨)

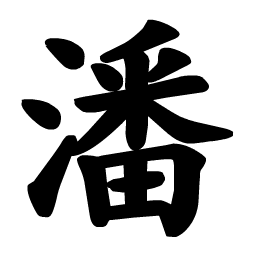

반(潘, 班)씨는 중국과 한국의 성씨이다.

## 뜨물 반 潘
반씨(潘氏)는 중국 형양(滎陽:지금의 하남성 개봉도에 속한 지명)에서 계출(系出)된 성씨로, 주나라 문왕(文王:무왕의 아버지)의 여섯 째 아들 필공(畢公) 고(高)의 아들 계손(季孫)이 반(潘) 땅에 봉해져서 식읍(食邑)으로 하사(下賜) 받은 땅이름을 성(姓)으로 삼았다고 한다.
반(潘)씨는 2015년 대한민국 통계청 인구조사에서 28,062명으로 조사되어 한국의 성씨 인구 81위이다. 본관은 거제(巨濟), 광주(光州), 남평(南平) 등이 있다.
554년(백제 성왕 32년)에 백제의 채약사 시덕 반량풍(潘量豊)이 왜에 의약술을 전파하였다고 『일본서기』에 기록되어 있고, 《고려사》에 반희악(潘希渥)이 1009년(목종 12) 태사(太史)를 역임하고 1032년 소부감(少府監)으로 증직된 것으로 기록되어 있다.

### 거제 반씨
거제 반씨(巨濟潘氏)의 시조 반부(潘阜)는 남송 이종(理宗) 때 문과에 장원하여 한림학사(翰林學士)를 거쳐 이부 상서(吏部尙書)를 지내고 몽고정벌(蒙古征伐)을 간청했다. 그런데 간신(奸臣) 가사도(賈似道)가 그를 미워하여 몽골에 사신으로 보내어 은밀히 죽이게 하였으나, 원(元)의 세조(世祖)는 문무를 겸비한 그의 재주를 높이 여겨 죽이지 않고 벼슬을 내려 부하로 삼으려 하였다. 그는 사양한 후 충렬왕비 제국대장공주(齊國大長公主)를 배종(陪從)하고 고려에 동래(東來)하여 고려 원종(元宗)과 충렬왕(忠烈王)조에서 정당문학(政堂文學)을 지내고, 김방경(金方慶)과 일본정벌에 공을 세워 시중(侍中)에 오르고 기성부원군에 봉해졌다. 기성은 현재의 경상남도 거제시이다.
2세인 둘째 아들 반유항(潘有抗)은 예부 상서를 역임하였고, 3세 반영원(潘永源)은 충숙왕(忠肅王) 때 밀직 상서를 지냈다.
4세손 반익순(潘益淳)은 우왕(禑王) 때 문하평리 우시중을 역임하고 충양공(忠襄公)에 봉하여졌다. 반익순의 아들 반복해(潘福海)는 우왕의 수양 아들이 되어 문하찬성사(門下贊成事)에 올랐으며, 추충양절익대좌명보리공신(推忠亮節翊戴佐命輔理功臣)의 호를 받았다.
6세손 반자건(潘自建)이 시중인 배극렴(裵克廉)의 사위로써 고려 말·조선 초에 이조판서·예조판서·좌찬성 등을 역임하고, 영평군(永平君)에 봉해졌다.
9세손 반우형(潘佑亨)은 1474년(조선 성종 5년) 문과에 급제하여 대사헌(大司憲)에 오르고, 1506년(중종 1) 중종반정에 참여해 정국공신(靖國功臣)에 녹권되었으며, 기성군(岐城君)으로 책봉되었다.
2015년 인구는 거제 반씨 5,183명, 기성 반씨 7,631명으로 총 12,814명이다.

#### 광주 반씨
반부의 7세손 반충(潘忠)이 정헌대부 및 공조전서를 역임하고, 조선의 개국공신으로 해양군 광주백에 봉해지면서 광주 반씨(光州潘氏)로 분적하였다. 증손자 반서린(潘瑞麟)의 아들 반석평(潘碩枰)은 중종 때 한성부판윤, 형조판서 및 지중추부사를 역임하였다. 반석평의 동생인 반석권(潘碩權)의 손자 반인후(潘仁後)는 임진왜란이 일어나자 의병을 일으켜 전공을 세웠고 호조정랑, 군자감첨정을 지냈다. 후손은 UN 사무총장 반기문이다. 2015년 인구는 10,254명이다.

#### 남평 반씨
남평 반씨(南平 潘氏) 시조 반유현(潘有賢)은 반부의 8세손이며, 1369년(고려 공민왕 18년) 과거에 급제하였다. 증손자 반침(潘琛)은 진도군수를 지내고 남평에 자리잡았다. 반침의 아들 반상주(潘尙周) 이후로 전라도 장성(長城)에서 대대로 거주하였다. 2015년 인구는 3,053명이다.

### 현대 인물
- 반기문 : UN 사무총장
- 반형식 : 제14대 국회의원
- 반장식 : 제7대 기획예산처 차관, 서강대학교 교수
- 반효정 : 배우

### 집성촌
- 경상남도 거제시 덕포동
- 충청북도 음성군 원남면
- 전라남도 장성군
- 대구광역시 북구 매천동
- 전북특별자치도 군산시 옥산면

## 나눌 반 班
반씨(班氏)는 중국 부풍(扶風:섬서성 관중도 장안현)에서 계출(系出)된 성씨로 고대 전욱의 후예(後裔)로 전하며, 초(楚)나라 투반(鬪班)의 후손이 이름을 성(姓)으로 삼은 것이 시초(始初)가 된다.
한국 반씨(班氏)의 연원에 대해서는 고증할 문헌이 전하지 않아 상고할 수 없으며, 《조선씨족통보(朝鮮氏族統譜)》에는 반씨의 본관(本貫)이 개성(開城), 평해(平海), 고성(固城)이 있는 것으로 기록되어 있다.
1985년 대한민국 경제기획원 인구조사 결과에 340가구, 1,364명으로 조사되었고, 2000년 대한민국 통계청 인구조사에서는 2,955명으로 집계되었으며, 2015년에는 161명으로 조사되었다. 본관은 창원 42명, 진주 37명, 해주 19명 등이다.

## 같이 보기
- 潘姓
- 班姓